# Buenamadre
Buenamadre è un comune spagnolo di 136 abitanti situato nella comunità autonoma di Castiglia e León.